# Durella macrospora
Durella macrospora är en svampart som beskrevs av Fuckel 1870. Durella macrospora ingår i släktet Durella och familjen Helotiaceae.  Artens status i Sverige är: Ej påträffad. Inga underarter finns listade i Catalogue of Life.